# Me and Tennessee
"Me and Tennessee" é o título de uma canção escrita por Chris Martin e gravado por Tim McGraw e Gwyneth Paltrow. Está incluído na trilha sonora do filme Country Strong (2010), na qual os artistas participantes da canção, também fazem parte do elenco do filme. Atingiu a posição de número 34 na Hot Country Songs da revista Billboard, nos EUA, e a posição de número 63 nas paradas do Reino Unido.

## Antecedentes
McGraw disse que estava com dificuldade em gravar a canção com Paltrow, pois ele pensou que "era uma canção comovente" e disse que queria cantar tão bem como ela. A canção aparece na trilha sonora do filme Country Strong (2010). O marido de Paltrow, Chris Martin, da banda inglesa Coldplay, foi quem escreveu a canção.

## Recepção da crítica
Blake Boldt do The 9513 deu a canção um "polegar para baixo", dizendo que a letra é "banal" e dizendo que a canção "se move ao longo do tempo sem pausa". Bobby Peacock do Roughstock teve uma opinião positiva, dando à canção três estrelas e meia de cinco. Ele escreveu que a canção é um "rompimento de números, mas a execução é o lugar onde ela brilha", e elogiou tantos os vocais de McGraw como os de Paltrow, declarando ser vocais "fortes".

## Desempenho nas paradas musicais
| País/Parada (2011)                        | Melhor posição |
| ----------------------------------------- | -------------- |
| Estados Unidos (Hot Country Songs)        | 34             |
| Reino Unido (The Official Charts Company) | 63             |